# 王秉纲
王秉纲（1934年1月—2022年12月30日），男，辽宁人，中国道路专家，长安大学教授，博士生导师，享受国务院政府特殊津贴专家。曾任西安公路学院院长。